# Perfect Fit
«Perfect Fit» es una canción del músico norirlandés Van Morrison publicada en el álbum de 1995 Days Like This y como sencillo el mismo año.
Michelle Rocca, pareja de Morrison durante la época, apareció en la portada de Days Like This junto a Van y contrajeron matrimonio pocos meses antes de la publicación del álbum. Morrison había dedicado su canción "Have I Told You Lately" a Michelle cuando apareció en los premios de la IRMA en Dublín, Irlanda durante el mismo mes.
"Perfect Fit" fue el primer tema de Days Like This y fue descrito por Johnny Rogan como un "elogio transparente a Rocca".

## Personal
- Van Morrison: voz
- Ronnie Johnson: guitarra eléctrica
- Nicky Scott: bajo
- Geoff Dunn: batería
- Teena Lyle: flauta dulce y coros
- Kate St. John: saxofón alto
- Pee Wee Ellis: saxofón tenor
- Leo Green: saxofón tenor
- Matthew Holland: trompeta
- Brian Kennedy: coros
- Pee Wee Ellis: arreglos de vientos